# Lepelhangmatspin
De lepelhangmatspin (Pityohyphantes phrygianus) is een spinnensoort uit de familie van de hangmat- en dwergspinnen (Linyphiidae). De wetenschappelijke naam van de soort werd, als Linyphia phrygiana, in 1836 gepubliceerd door Carl Ludwig Koch.
De vrouwtjes worden 4 tot 6 mm groot, de mannetjes worden 4 tot 5 mm. Het kopborststuk is bleek met een donkerbruine band. Het achterlijf is bleek geelachtig tot wit met een donkerbruine, rafelige band. De poten zijn bleek met brede donkere ringen. Jonge exemplaren kan men makkelijk met de herfsthangmatspin verwarren, alleen bij deze soort ontbreken de donkere vlekken op de onderzijde van de dij. De spin komt voor in het Palearctisch gebied.
In 1992 publiceerden Gunnarsson en Andersson aanwijzingen dat deze soort tot parthenogenese (maagdelijke voortplanting) in staat is.